# سیارک ۲۵۶۷۴
سیارک ۲۵۶۷۴ (به انگلیسی: 25674 Kevinellis، نامگذاری:2000AT99)۲۵۶۷۴مین سیارک کشف شده‌است که در ۰۵ ژانویه ۲۰۰۰ کشف شد.